# S/2019 S 1
S/2019 S 1 es un satélite natural de Saturno. Su descubrimiento fue anunciado por Edward Ashton, Brett J. Gladman, Jean-Marc Petit y Mike Alexandersen el 16 de noviembre de 2021 a partir de las observaciones del Observatorio Canadá-Francia-Hawái tomadas entre el 1 de julio de 2019 y el 14 de junio de 2021.
S/2019 S 1 tiene unos 5 kilómetros de diámetro y orbita Saturno a una distancia media de 11.2 millones de kilómetros en 443.78 días, con una inclinación de 44° a la eclíptica, en dirección prograda y con una excentricidad de 0.623. Pertenece al grupo Inuit de satélites irregulares progresivos y se encuentra entre los satélites irregulares más internos de Saturno. Podría ser un fragmento de colisión de Kiviuq e Ijiraq, que comparten elementos orbitales muy similares.
La órbita excéntrica de esta luna la lleva a una distancia cercana a 1.5 millones de kilómetros de Jápeto varias veces por milenio.